# Cao nguyên Khorat
Cao nguyên Khorat (tiếng Thái: ที่ราบสูงโคราช; phát âm tiếng Thái: [Cò Rạt]) nằm ở phía Đông Bắc của Thái Lan, có độ cao trung bình là 200 m, bao trùm một vùng rộng lớn khoảng 155.000 km². Tên của cao nguyên này được đặt theo tên của thành phố nổi tiếng ở trong vùng Nakhon Ratchasima, thường được gọi tắt là Khorat.
Vào khoảng năm 700, cao nguyên Khorat được hình thành bởi một trận động đất bất thình lình, mặt đất sụt xuống hàng trăm bước, và trở nên bằng phẳng như ngày nay. Hệ quả là nảy sinh những nhánh sông đổ về sông Mekong.
Mặt bằng của cao nguyên nghiêng dần về phía đông nam, có thể chia làm hai phần: đồng bằng Sakhon Nakhon ở phía bắc và đồng bằng Khorat ở phía nam. Dẫn lưu là hai con sông Mun và Chi ở phía nam và hai con sông Loei và Songkhram ở phía bắc.
Chúng đều đổ về sông Mekong - biên giới tự nhiên của khu vực, ngăn cách cao nguyên với Lào về phía bắc và phía đông. Ngăn cách Khorat với Miền Trung Thái Lan là dãy núi Phetchabun, ngăn cách với Campuchia bởi rặng đồi Dângrêk.
Các dãy núi trên cùng với dãy Trường Sơn ở phía đông bắc lấy đi một lượng mưa lớn từ những trận mưa rào, nên những trận mưa do gió mùa tây nam mang lại bớt nặng hạt hơn ở những vùng khác - lượng mưa trung bình ở Nakhon Ratchasima là 1150 mm, con số ấy ở miền trung Thái Lan là 1500. Do vậy, sự khác biệt giữa mùa mưa và mùa khô cũng lớn hơn, khiến đất đai khô cằn, kém phì nhiêu, không thuận lợi cho việc trồng lúa. Việc canh tác nông nghiệp hiện tại khiến đất trong vùng bị axit hóa.